# Église de Santa Cruz dos Militares
L'église de Santa Cruz dos Militares est une église coloniale de la ville de Rio de Janeiro qui a le privilège d'être rattachée à la basilique vaticane, depuis 1923, par le pape Pie XI. Ceux qui remplissent les conditions requises peuvent recevoir une indulgence plénière lors de leur visite. 

## Histoire
Le site de l'église actuelle était à l'origine occupé par un fort, Forte da Santa Cruz, une unité militaire de l'armée coloniale portugaise, construit en bord de mer par le gouverneur Martim Correia de Sá au début du XVIIe siècle. Entre 1623 et 1628, le fort étant désaffecté, une chapelle fut construite sur le site, dans laquelle les militaires de la ville fondèrent une Confrérie, qui exerça des fonctions d'assistance sociale. La cathédrale de Rio a également fonctionné dans la chapelle entre 1703 et 1733.
Au siècle suivant, il a été décidé de reconstruire l'église, qui a eu lieu entre 1780 et 1811. Le prince-régent D. João, arrivé à Rio en 1808, était présent à l'inauguration. La conception du nouveau bâtiment est attribuée à l'ingénieur militaire portugais José Custódio de Sá e Faria, qui a conçu une église baroque aux influences néoclassiques.

Deux fois, elle fut considérée comme une église impériale, la première par Dom Pedro I le 3 décembre 1828 et la seconde en 1840 par son fils Dom Pedro II.

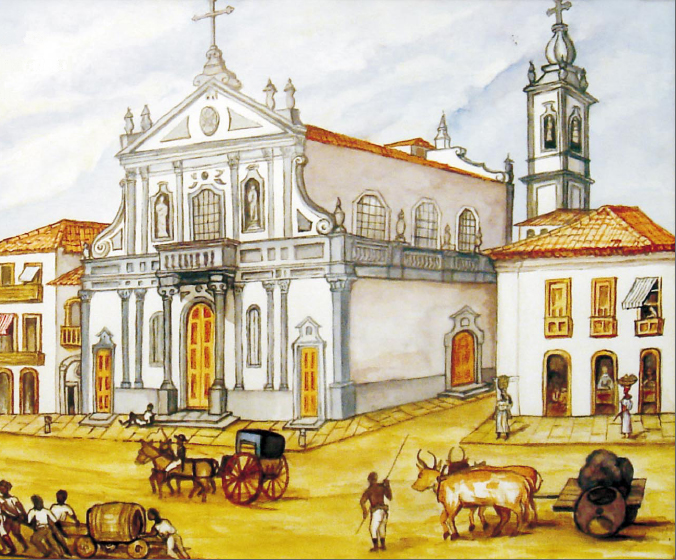
Vue de la Rua Direita (actuellement Primeiro de Março) et de l'église de Santa Cruz dos Militares, peinte par l'Anglais Richard Bate au début du XIXe siècle.

## Description

### Façade
La façade de Santa Cruz dos Militares, de style baroque tardif, est similaire à celle de la célèbre église des Jésuites de Rome (1568-1575), ainsi qu'à l'église de Nossa Senhora dos Mártires, au centre de Lisbonne, qui avait été construit un peu plus tôt (1768-1774). Comme ces deux églises, la façade présente un second étage plus étroit que le premier, flanqué de larges volutes et surmonté d'un fronton triangulaire. Le premier étage utilise des pilastres à chapiteaux ioniques et le second à chapiteaux corinthiens, dénotant des influences classiques, tandis que la forme des grandes fenêtres suit les modèles baroque et rococo. La fenêtre principale a un balcon soutenu par les colonnes d'entrée du portail.
La façade s'écarte également du modèle le plus suivi du Rio de Janeiro colonial car elle n'est pas flanquée de deux tours, le clocher de l'église étant situé à l'arrière du bâtiment. Actuellement, les quatre niches de la façade abritent des statues des évangélistes ramenées d'Italie en 1926. Les deux statues en bois originales dans les niches supérieures, représentant Saint Matthieu et Saint Jean l'Évangéliste, ont été réalisées par Mestre Valentim et se trouvent aujourd'hui au Musée historique national.

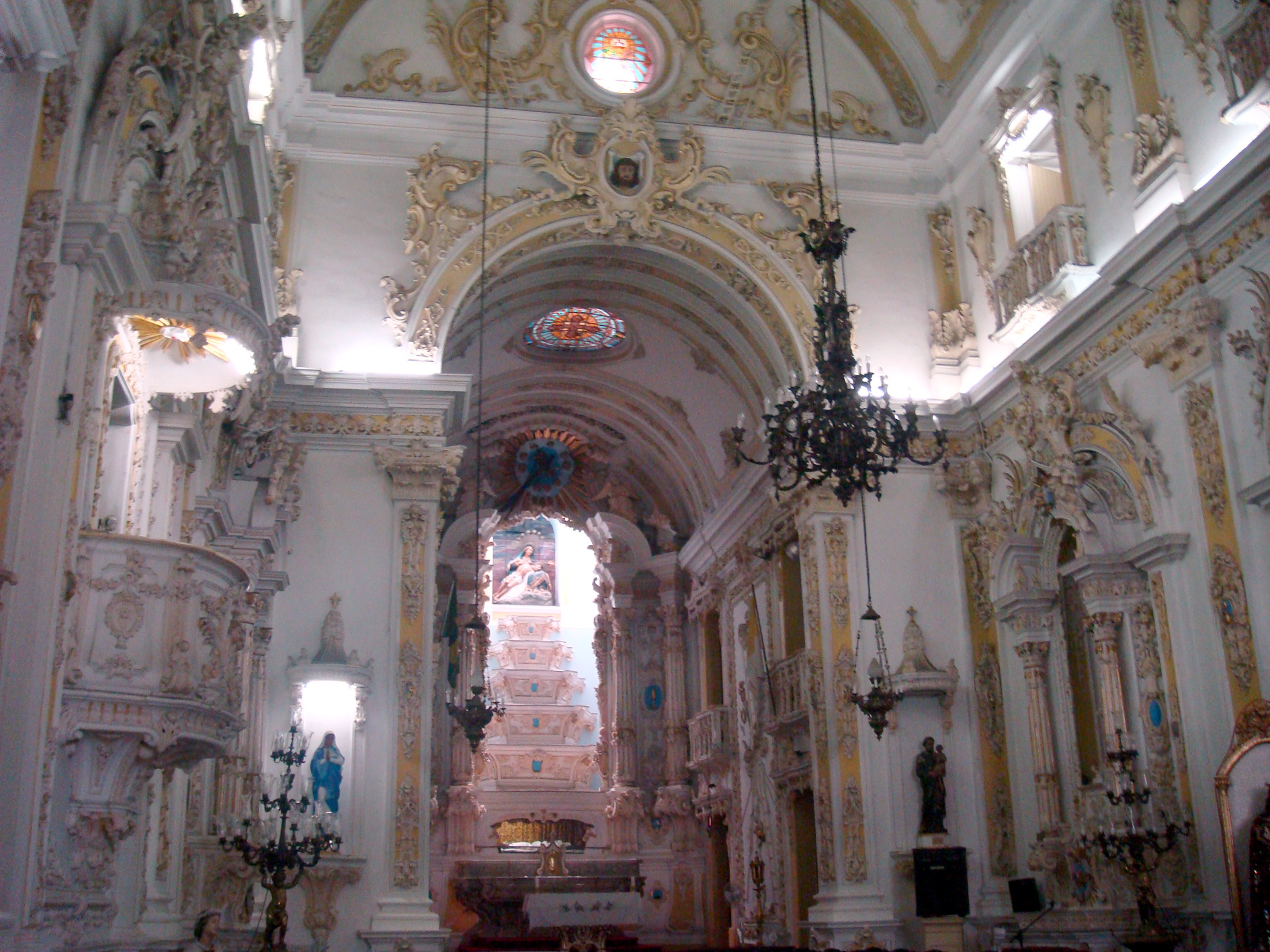
Intérieur de l'église vu vers le chœur.

### Intérieur
L'église a une seule nef avec deux bas-côtés. Le chœur, l'arc en croix et une partie de la nef, y compris les autels de Nossa Senhora das Dores et de São Pedro Gonçalves, présentent des sculptures rococo de Mestre Valentim, sculptées entre 1802 et 1812. Malheureusement, un incendie en 1923 a détruit le maître-autel, qui a dû être reconstruit en mortier selon l'original. La nef avec des autels, des tribunes et des panneaux avec des armoiries présente un exubérant travail de sculpture achevé en 1853 par Antônio de Pádua e Castro. L'orgue de l'église a été inauguré par l'organiste de Rio Antônio Silva.

### Personnalités
D. João VI, D. Pedro I (qui lui a accordé le titre d'Impérial) et D. Pedro II étaient des protecteurs de la confrérie, ainsi que Martim Correia de Sá, Luís Alves de Lima e Silva (Duque de Caxias, patron de l'armée brésilienne) et le Comte D'Eu.

## Galerie

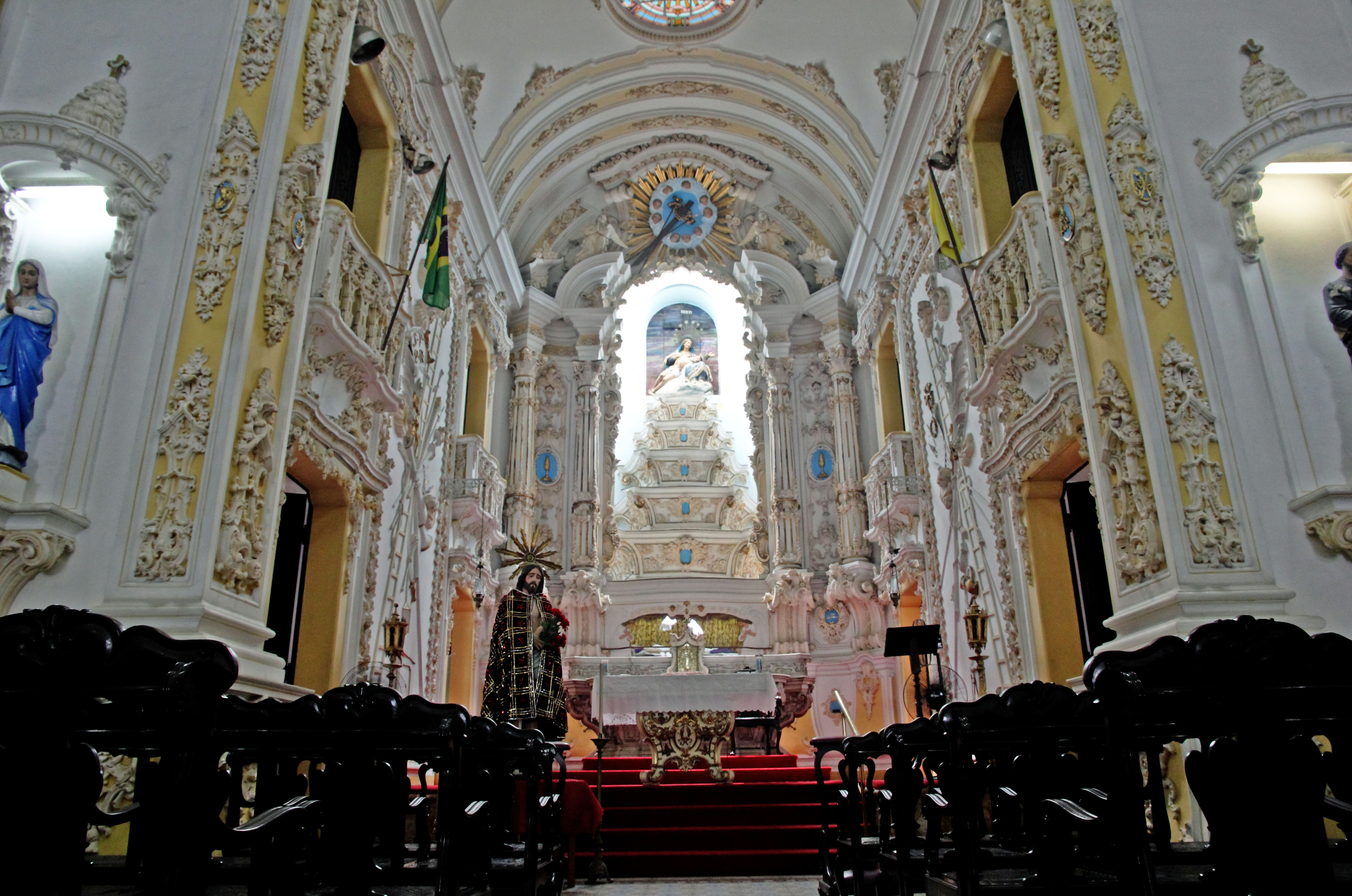
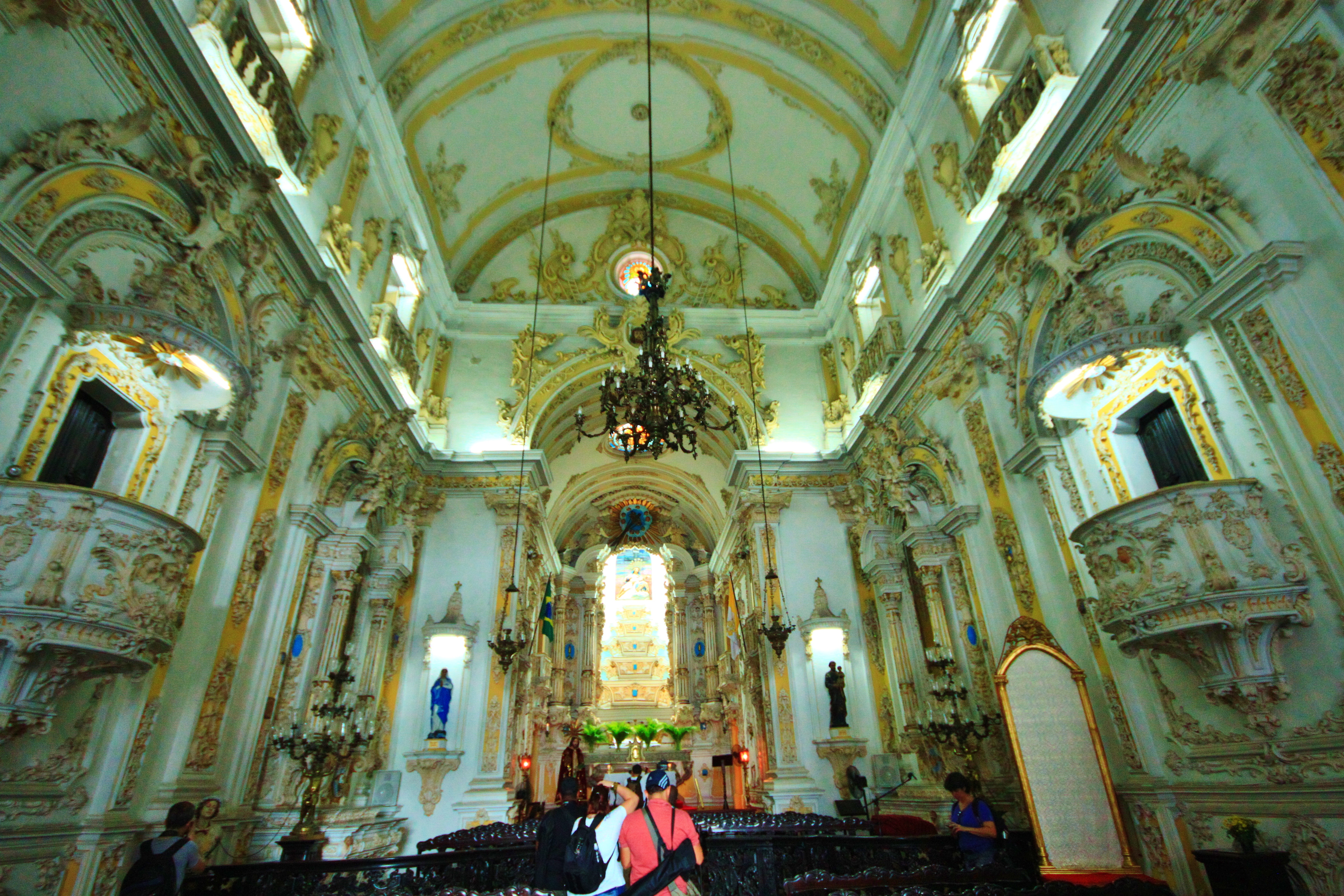
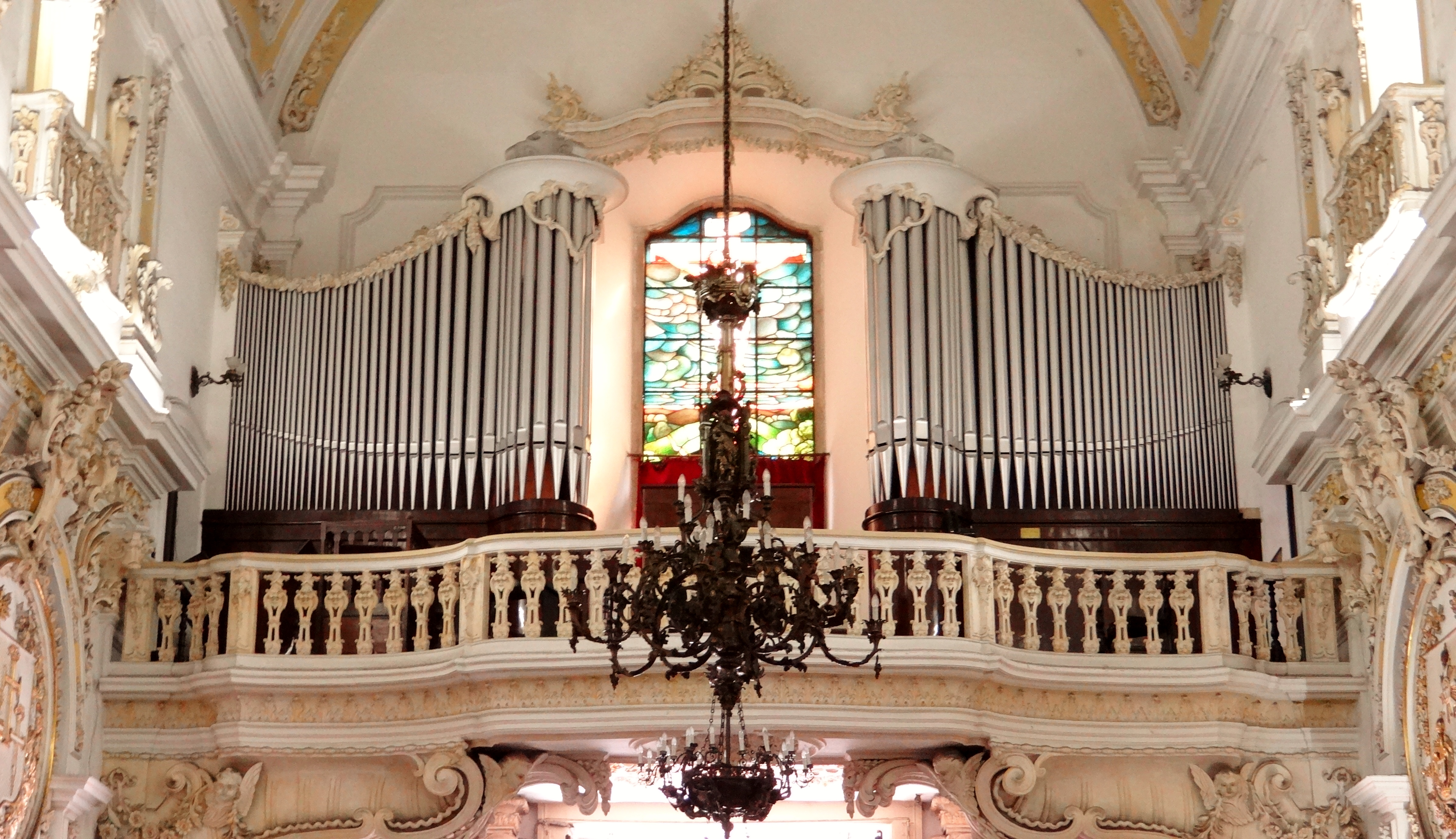
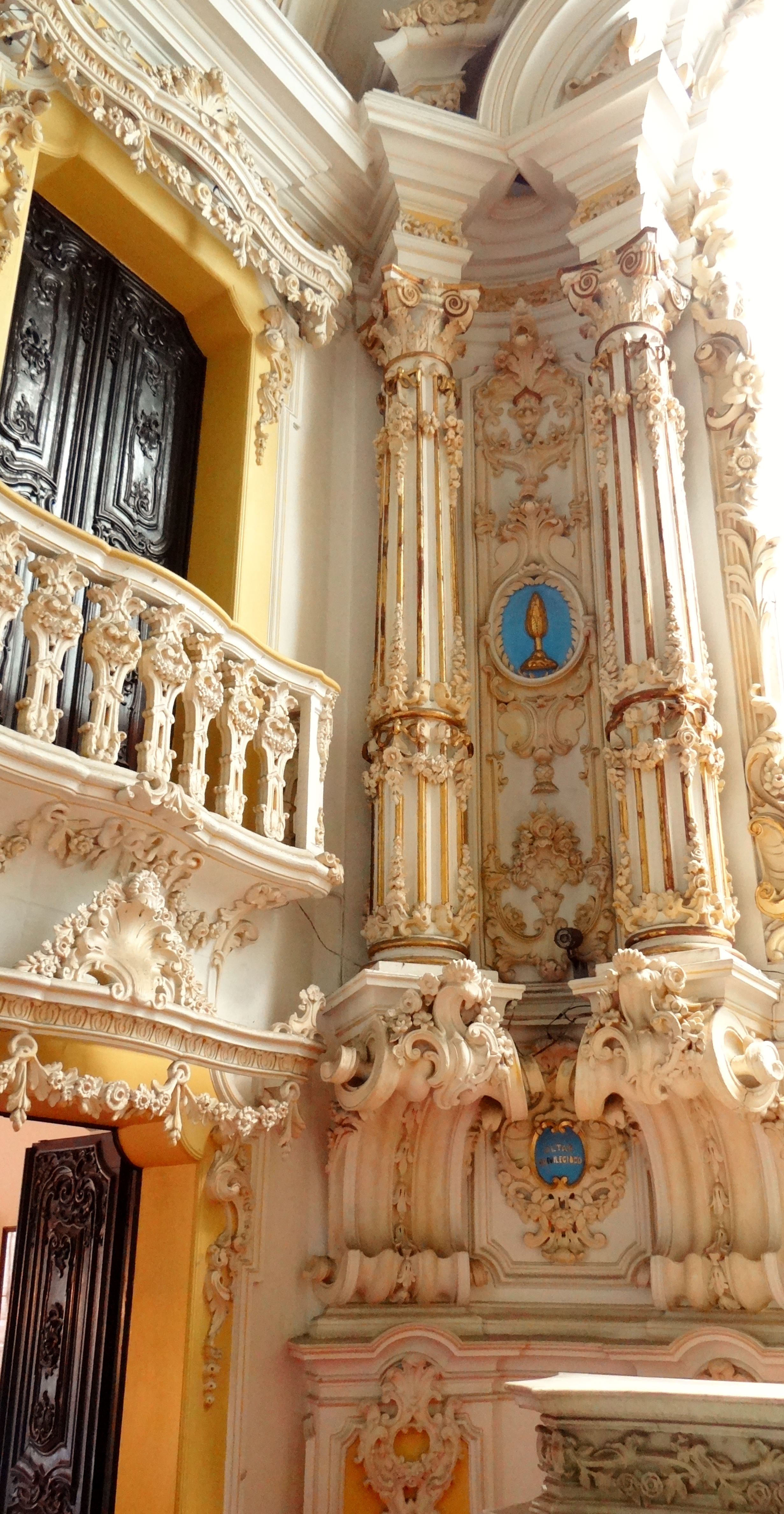
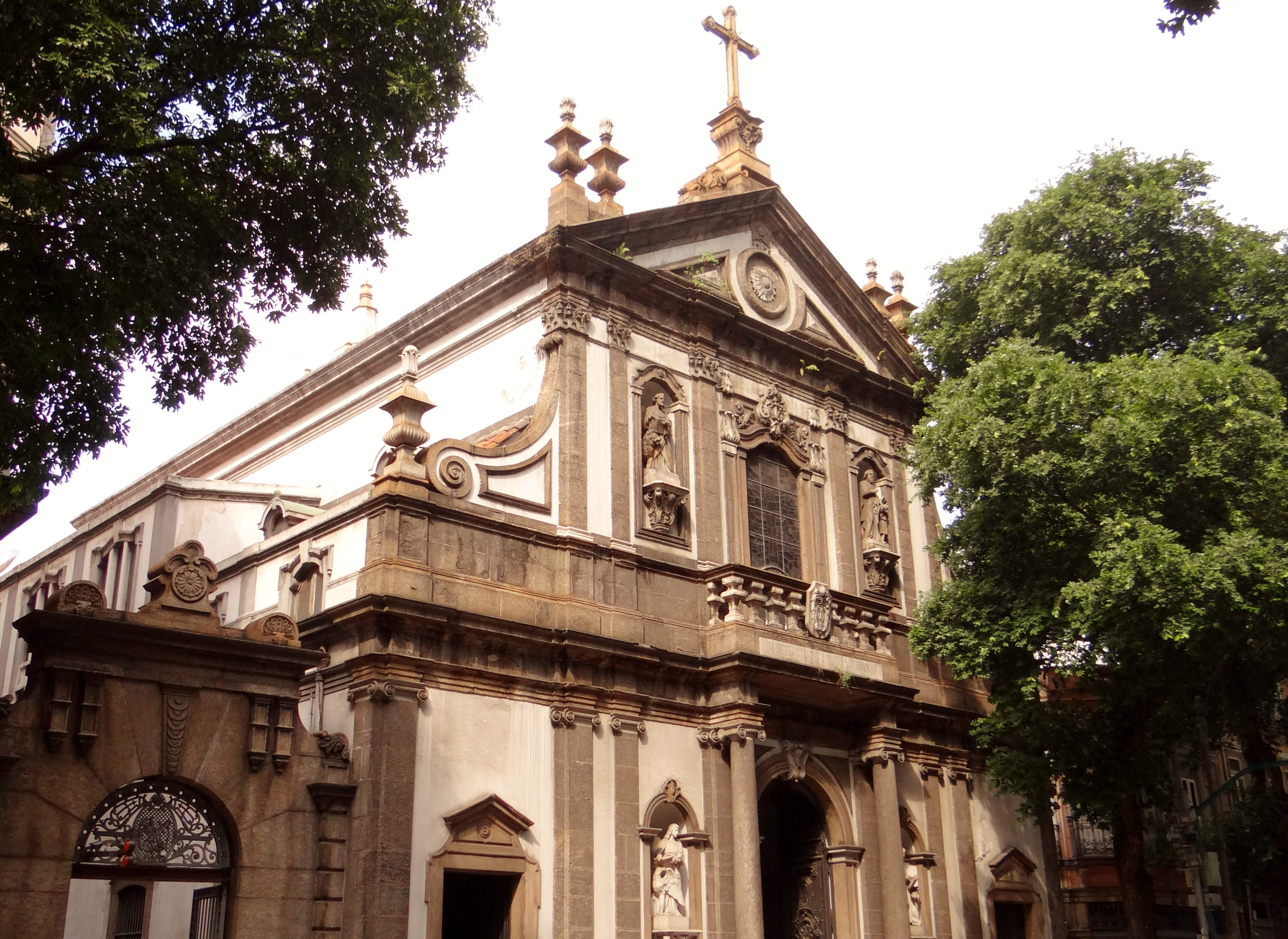